# Gry rodzinne
Gry rodzinne – polski serial obyczajowy w reżyserii Łukasza Ostalskiego, udostępniony 31 sierpnia 2022 roku na platformie VOD Netflix.

## Fabuła
Podczas uroczystości ślubnej Kaśki (Eliza Rycembel) i Janka (Bartosz Gelner) na jaw wychodzą skrywane tajemnice i kłamstwa wśród rodzin obu narzeczonych.

## Obsada

### Główna
- Eliza Rycembel – Kaśka Bilska
- Bartosz Gelner – Jan Jaworowicz
- Piotr Pacek – Paweł Drzewiecki
- Edyta Olszówka – Dorota Jaworowicz, matka Jana
- Izabela Kuna – Małgorzata Bilska, matka Kaśki
- Małgorzata Mikołajczak – Alicja Bilska, siostra Kaśki
- Paweł Deląg – Emil Jaworowicz, ojciec Jana
- Marek Kalita – Marek Bilski, ojciec Kaśki
- Adrian Zaremba – Robert, partner Alicji

### Drugoplanowa i epizodyczna
- Agnieszka Suchora – Teresa
- Alma Asuai – modelka Anka
- Aleksandra Adamska – Agnieszka
- Ewa Gawryluk – Helena
- Waldemar Błaszczyk – Krzysztof
- Dominika Kluźniak – siostra Beatrycze
- Cezary Kosiński – ksiądz Andrzej
- Paweł Tomaszewski – fotograf Maciek
- Marcin Korcz – Dawid
- Marta Klubowicz – matka Roberta
- Jakub Przebindowski – rektor Jędrzej
- Szymon Kukla – Lucjan Rajski
- Elżbieta Jarosik – doktor Zawadzka
- Karol Dziuba – Szymon Walicki, partner Alicji
- Michał Barczak – lekarz
- Anna Romantowska – Jolanta, babcia Kaśki
- Marcin Perchuć – Piotr Drzewiecki, ojciec Pawła
- Emilia Krakowska – babcia Pawła
- Bogumiła Trzeciakowska – Klara Matysewicz
- Anna Gzyra – pielęgniarka
- Michał Piela – lekarz z karetki

## Odcinki
| Odcinek | Reżyseria       | Scenariusz            | Premiera (Netflix) |
| ------- | --------------- | --------------------- | ------------------ |
|         |                 |                       |                    |
| 1       | Łukasz Ostalski | Agnieszka Pilaszewska | 31 sierpnia 2022   |
|         |                 |                       |                    |
| 2       | Łukasz Ostalski | Agnieszka Pilaszewska | 31 sierpnia 2022   |
|         |                 |                       |                    |
| 3       | Łukasz Ostalski | Agnieszka Pilaszewska | 31 sierpnia 2022   |
|         |                 |                       |                    |
| 4       | Łukasz Ostalski | Agnieszka Pilaszewska | 31 sierpnia 2022   |
|         |                 |                       |                    |
| 5       | Łukasz Ostalski | Agnieszka Pilaszewska | 31 sierpnia 2022   |
|         |                 |                       |                    |
| 6       | Łukasz Ostalski | Agnieszka Pilaszewska | 31 sierpnia 2022   |
|         |                 |                       |                    |
| 7       | Łukasz Ostalski | Agnieszka Pilaszewska | 31 sierpnia 2022   |
|         |                 |                       |                    |
| 8       | Łukasz Ostalski | Agnieszka Pilaszewska | 31 sierpnia 2022   |
|         |                 |                       |                    |